# Nikolái Kolesnikov
Nikolái Kolesnikov (Unión Soviética, 8 de septiembre de 1953) es un atleta soviético retirado, especializado en la prueba de 4 x 100 m en la que llegó a ser medallista de bronce olímpico en 1976.

## Carrera deportiva
En los JJ. OO. de Montreal 1976 ganó la medalla de bronce en los relevos 4 x 100 metros, con un tiempo de 38.78 segundos, quedando en el podio tras Estados Unidos y Alemania del Este, siendo sus compañeros de equipo: Aleksandr Aksinin, Juris Silovs y Valeri Borzov.